# Tony Romera
Pour les articles homonymes, voir Romera.
Tony Romera, de son vrai nom Anthony Romera, est un disc-jockey et producteur français originaire de Lyon.

## Biographie
Tony Romera commence à produire de la musique dans sa chambre sur le logiciel FL Studio au milieu des années 2000. Il reconnait que l'album Discovery qu'il découvre lors de sa sortie, mais également Homework, restent ses plus grandes influences. Il mixe dans des clubs lyonnais, suisse et belge et parvient petit à petit à se faire une notoriété dans le milieu de la musique électronique.
En 2012, il est propulsé sur la scène internationale grâce au succès de son remix réalisé avec Bartosz Brenes du titre Breaking Up de Chuckie & Promise Land. Par la suite, il est repéré par Nicky Romero qui lui permet de sortir le titre Pandor sur son label Protocol Recordings.
Il lance son label Sans Merci en 2016, lui permettant de signer des artistes tels que Keeld, Michael Sparks, Gaba et Ricky West.

Tony Romera à Tomorrowland le 29 juillet 2023.

La même année, il crée le groupe Bellecour, en duo avec Keeld. Le nom du groupe fait référence à la Place Bellecour de Lyon, leur ville d'origine.
Il est récompensé par le magazine DJ Mag France en tant que « meilleur DJ alternative français » de 2017.
Le 9 octobre 2021, Tony Romera sort son premier album de 16 titres, Introspection, chez Monstercat. La création de celui-ci débute avec la pandémie de Covid ; il est composé de morceaux éclectiques, touchant plusieurs genres de la musique électronique, mais Tony Romera s'éloigne de la bass-house qui le caractérise.
En 2022, à la suite du sampling du morceau True Sorry du trompettiste Ibrahim Maalouf utilisé sur son morceau Le Bon Vieux Temps, Tony Romera collabore sur le titre El Mundo de Maalouf et de la chanteuse Flavia Coelho. Fin juillet, il est présent pour la première fois sur une des scènes de Tomorrowland, et il devient n° 1 du classement des meilleurs ventes sur Beatport avec son remix du titre Raw de Julio Navas, Gustavo Bravetti et David Amo sorti chez Toolroom Records.

## Discographie

### Singles et EP
- 2010 : The Power Of Life [Boltongroove Records]
- 2010 : Against The Wall [17:44 Records]
- 2010 : Thank You (Mlle Mongetasoupe) [17:44 Records]
- 2010 : Rony [Boltongroove Records]
- 2010 : Verano [17:44 Records]
- 2011 : Freak'N'Music (feat. Violetta) [Boltongroove Records]
- 2011 : Roya / Kill You (avec Jordan Viviant) [17:44 Records]
- 2011 : Verano [Wasted Youth Records]
- 2011 : Banger (avec Arno Grieco) [17:44 Records]
- 2011 : Oouuhh (avec Kim Myers, Arno Grieco et Jordan Viviant) [WL77]
- 2011 : Baby Work It Out (avec Jordan Viviant) [Bang It]
- 2011 : K.I.S.S. (avec Nick Mentes) [17:44 Records]
- 2011 : Dromma / Hirvio (avec Jordan Viviant) [17:44 Records]
- 2011 : Kill You / Roya (avec Jordan Viviant) [Housepital Records]
- 2011 : Tony Romera & Friends EP [17:44 Records]
- 2012 : Bring It Back EP [Bang It]
- 2012 : Apple (avec Andrea Gaya) [Pumpz Recordings]
- 2012 : Printemps 24 (avec Bootik et Nick Mentes) [Elektrolicious]
- 2012 : Robotweet (avec Jordan Viviant) [Elektrolicious]
- 2012 : 2 Seconds / Get Fat [17:44 Records]
- 2012 : So High (avec Ron Carroll feat. Paschan) [Astrx]
- 2012 : Scrunkash EP [Elektrolicious]
- 2012 : Public Enemy [Run DBN]
- 2012 : Mad [Xtra Life Music]
- 2012 : Save Me EP [Housesession Records]
- 2012 : Alive (avec Jordan Viviant feat. Jontanamo) [French Toast]
- 2012 : Pandor [Protocol Recordings]
- 2012 : Open Your Eyes (avec Bartosz Brenes & Corey Andrew) [Big & Dirty]
- 2013 : Bad Guy (avec Gregori Klosman) [Guru]
- 2013 : Monster (avec Burgundy's) [Guru]
- 2013 : Big Big World (avec Burdungy's feat. Hleen) [Cr2 Records]
- 2013 : Drakarta [Flamingo Recordings]
- 2013 : Action (avec Mathieu Bouthier) [Serial Records]
- 2014 : Damn Cold [Guru]
- 2014 : All I Want [Guru]
- 2015 : Back To You (avec Jeremy Pianelli) [Zerothree]
- 2015 : Gorilla (avec DBN) [Ones To Watch Records]
- 2015 : WTTF (avec Zeier) [Guru]
- 2015 : How We Do It (avec Nari & Milani) [Sosumi Records]
- 2015 : Zombie [Guru]
- 2016 : Story Goes (avec Keeld) [Pinnacle Collective]
- 2016 : Love Trip (feat. Fynch) [Uprise Music]
- 2017 : Never Give A F [Sans Merci]
- 2017 : Make Me Bounce (avec Dekova & Keeld) [Pinnacle Collective]
- 2017 : Bring The Funk [Sans Merci]
- 2017 : What's Going On [Owsla]
- 2017 : Slave [Universal Music]
- 2017 : Fire Inside [Confession]
- 2017 : Girls Night Out (avec Dombresky) [Insomniac Records]
- 2018 : Hold Up [Sans Merci]
- 2018 : Foie Gras EP [Confession]
- 2018 : Get Down (avec Delayers) [Confession]
- 2018 : Left [Pinnacle Collective]
- 2018 : Canicule [Confession]
- 2018 : Lock Me Down (feat. Mike Taylor) [Musical Freedom]
- 2019 : Kill The System [Dr. Fresch]
- 2019 : Oldskool [Bite This!]
- 2019 : Grimey [Thrive Music]
- 2019 : Fantasy (avec Dustycloud) [Deadbeats]
- 2019 : 4 The People (avec Noizu) [Insomniac Records]
- 2019 : I Can't [Monstercat]
- 2019 : Picture Frame EP (avec Shermanology) [Sans Merci]
- 2019 : St Tropez (avec Sqwad) [Sans Merci]
- 2019 : Hot 1 (avec Atrip) [Bite This!]
- 2020 : Stuck In Your Head [Monstercat]
- 2020 : Loverus [Monstercat]
- 2020 : Televizion EP [Pinnacle Collective]
- 2020 : Let Go (avec Good Times Ahead) [Monstercat]
- 2020 : The Way [Confession]
- 2020 : Trippin (avec Aazar) [Sans Merci]
- 2020 : So Much [Bite This!]
- 2020 : Aerobic (avec Mokoa) [Nuances Records]
- 2020 : 2gether [Night Bass Records]
- 2021 : Crazy (avec Shaun Frank) [Armada Music]
- 2021 : Savoir Faire (avec Damien N-Drix) [SPRS]
- 2021 : VHS [Monstercat]
- 2021 : MS69 [Monstercat]
- 2021 : Party On My Own (feat. Max Wassen) [Monstercat]
- 2022 : Funky & Chunky (avec Wongo) [Sans Merci]
- 2022 : On My Body (avec Snakehips) [Never Worry Records]
- 2022 : Surdose (feat. Joey Valence) [mau5trap]
- 2022 : Thirsty [Sans Merci]
- 2022 : Tired [Universal Music]
- 2022 : The Game Is Dead (avec Malaa) [Illegal]
- 2022 : Surdose (avec Joey Valence & Brae) [mau5trap]
- 2022 : La Source EP [Fool's Gold Records]
- 2023 : All I Know (avec Asdek feat. Karina Ramage) [Universal Music]
- 2023 : Pitch Thing [Black Book Records]
- 2023 : Le Monde De Demain [Tomorrowland Music]
- 2023 : That Groove (avec Raumakustik) [Toolroom]
- 2023 : Attracted (avec Crusy) [Toolroom]
- 2023 : Epilogue [Tomorrowland Music]
- 2023 : Bohème [Sola]
- 2023 : House Y'all [Toolroom]
- 2023 : Bolling Room [Coco]
- 2023 : Share My Love [Solotoko]
- 2024 : Dance To The Music (avec Low Steppa) [Toolroom]
- 2024 : Snare Thing (avec Matt Sassari) [Tomorrowland Music]
- 2024 : How I Work [Black Book Records]
- 2024 : The Unknown [Toolroom]
- 2024 : Triplette EP [Issues]
- 2024 : LFO [Toolroom]
- 2024 : The Empty Spaces (avec Yolanda Be Cool) [Club Sweat]
- 2024 : Dance Naked [Toolroom]
- 2024 : Right Back (avec Jewel Kid) [Alleanza]
- 2024 : Rendez-Vous (avec Mercer) [Black Jack Records]
- 2025 : Watch Out (avec Crusy & Low Steppa) [Toolroom]
- 2025 : Time To Move [Toolroom]
- 2025 : Technic EP [Issues]

### Remixes
- 2009 : Jo Valentino - Maryne (Tony Romera Remix) [UDTK Records]
- 2009 : Axel Lecoste - Let Them Rock (Tony Romera Remix) [2 Side Records]
- 2010 : Alex R. - Computer Program (Tony Romera Remix) [Lif'In Rec]
- 2010 : Big Mike - First Sounds (Tony Romera Remix) [Baccara Music]
- 2010 : Alexdoparis - La Musica 2010 (Tony Romera Remix) [Lif'In Rec]
- 2010 : Martin Skills - Sweetness (Tony Romera Remix) [System Recordings]
- 2010 : FHM - All Night (Tony Romera Remix) [L8-Night Records]
- 2010 : Nino Alvarez - Always And Forever (Tony Romera Remix) [Boltongroove Records]
- 2010 : Little Frenchies - Stay (Tony Romera Remix) [UDTK Records]
- 2011 : Andrea Gaya & Nathan Fehn - Damn Girl (Tony Romera Remix) [Boltongroove Records]
- 2011 : Pink Noisy feat. Giorgio Sopidi - Lost In Love (Tony Romera Remix) [17:44 Records]
- 2011 : Christian Sims & Christophe Fontana feat. Eva Menson - Nanana (Tony Romera Remix) [Avangarde Records]
- 2011 : Alexis Dante & JM Sicky feat. Eva Menson - Alive (Tony Romera Remix) [Njoy Records]
- 2011 : Bass Robbers - Bring The Beat Back (Tony Romera Remix) [17:44 Records]
- 2011 : Jason Chance - Lip Deep (Tony Romera Remix) [Housesession Records]
- 2011 : Pink Noisy feat. Yalena - Excuses (Tony Romera Remix) [17:44 Records]
- 2011 : Jonathan Ulysses, Steve Haines & Oliver Lang - It's Time (Tony Romera Remix) [Sume Music]
- 2011 : Armin Van Eijk & Funky Fresh - Expensive Life (Tony Romera Remix) [Luxury Trax]
- 2011 : Kivi 'N Kava - House Miuzak (Tony Romera Remix) [WL77]
- 2011 : Houseshaker & DJ Nico feat. Alexander - Erazmia (Tony Romera Remix) [Housesession Records]
- 2011 : Mark Bale feat. Nic - Move On (Tony Romera & Nick Mentes Remix) [WePlay]
- 2011 : Tune Brothers feat. Lety - Big Surprise (Tony Romera Remix) [Housesession Records]
- 2012 : Ron Carroll vs. Swaylo - Let Life Shine (Tony Romera Remix) [17:44 Records]
- 2012 : Mathieu Bouthier feat. I-Rock & Mary - Musical Candy (Tony Romera Remix) [Serial Records]
- 2012 : Etienne Ozborne, Zoltan Kontes & Polina Griffith - I Really Want To Say (Nick Mentes & Tony Romera Remix) [17:44 Records]
- 2012 : Tom Buster - Drive In (Tony Romera Remix) [WMB]
- 2012 : Luke Lawson & Adrian Ford - Erebos (Tony Romera Edit) [Suka Records]
- 2012 : Matty Menck & Terri B! - Sky (Tony Romera Remix) [Housesession Records]
- 2012 : Tune Brothers & Jolly feat. Alec Sun Drae - Knock On Your Heart (Tony Romera Remix) [Housesession Records]
- 2012 : Bartosz Brenes & Nino Anthony - #Poussez (Tony Romera Remix) [17:44 Records]
- 2012 : Luke Tolosan - Festival (Tony Romera Remix) [Luxury Trax]
- 2012 : Carl Kennedy feat. Cheyenne - Once Upon A Time (Tony Romera Remix) [Subliminal Records]
- 2012 : Muttonheads feat. Eden Martin & Big Joe - All Night Long (Tony Romera Remix) [Serial Records]
- 2012 : Gum Me - Sweaty Shirts (Bartosz Brenes & Tony Romera Remix) [Flamingo Recordings]
- 2012 : Falko Niestolik - Banger (Tony Romera Remix) [WePlay]
- 2012 : Luxure feat. Aybewan - Next To Me (Tony Romera Remix) [Luxury Trax]
- 2012 : The Deficient feat. Beecy Rich - Marine Groove (Tony Romera Remix) [Elektrolicious]
- 2012 : Goose Bumps feat. Vivi - Save My Life (Tony Romera Remix) [Run DBN]
- 2012 : Chuckie & Promise Land feat. Amanda Wilson - Breaking Up (Bartosz Brenes & Tony Romera Remix) [Cr2 Records]
- 2012 : Joachim Garraud & Alesia - Atrium (Tony Romera & Bartosz Brenes Remix) [Dim Mak Records]
- 2012 : David Vendetta feat. Booty Luv - Sun Comes Up (Tony Romera & Bartosz Brenes Remix) [DJ Center Records]
- 2012 : Calvin Harris & Nicky Romero - Iron (Tony Romera Remix) [Protocol Recordings]
- 2012 : Bootik feat. Max'C - Dance With Me (Tony Romera & Bartosz Brenes Remix) [17:44 Records]
- 2012 : Massive Ditto - Tiger 2 (Tony Romera Remix) [Moon Records]
- 2012 : Mario Fischetti & Klauss Goulart feat. Kid Alien - You & I (Tony Romera Remix) [Cr2 Records]
- 2012 : Ivan Perea & The Henchmen feat. Krista Richards - Bring Love To Life (Tony Romera Remix) [LoudBit]
- 2013 : Global Deejays & Chris Willis - Party 2 Daylight (Tony Romera Remix) [Superstar Recordings]
- 2013 : Antoine Clamaran feat. Fenja - This Is My Goodbye (Tony Romera Remix) [Pool E Music]
- 2013 : 6 Fingers & Tass feat. Mitch Thompson - It's Not Over (Tony Romera Remix) [Neon Records]
- 2013 : Clockwork feat. Wynter Gordon - Surge (Tony Romera Remix) [Dim Mak Records]
- 2014 : Promise Land feat. Alicia Madison - Sun Shine Down (Tony Romera Remix) [Mixmash Records]
- 2014 : Micha Moor - Space (Tony Romera Remix) [Scream And Shout Recordings]
- 2014 : Fedde le Grand - Twisted (Tony Romera Remix) [Altra Moda]
- 2016 : Fedde Le Grand - Immortal (Tony Romera Remix) [Altra Moda]
- 2016 : Delayers - Let It Go (Tony Romera Remix) [Universal]
- 2016 : Nina Sky - Champion Lover (Tony Romera Remix) [Tommy Boy]
- 2017 : Nicky Romero - Symphonica (Tony Romera Remix) [Protocol Recordings]
- 2017 : Apashe feat. Kandle - Fuck Boy (Tony Romera Remix) [Kannibalen Records]
- 2018 : Kungs & Stargate feat. Goldn - Be Right Here (Tony Romera Remix) [Universal Music]
- 2019 : LeMarquis feat. Tima Dee - Nothing On You (Tony Romera Remix) [LeMarquis]
- 2019 : Gammer - Needed U (Tony Romera Remix) [Monstercat]
- 2019 : Trinix - Rodeo (Tony Romera Remix) [Trinix]
- 2019 : Klingande & Bright Sparks - Messiah (Tony Romera Remix) [Ultra]
- 2019 : Zomboy - Lone Wolf (Tony Romera Remix) [Never Say Die Records]
- 2019 : Moksi & Ookay - Downtown (Tony Romera Remix) [Barong Family]
- 2020 : DVRKO - Somewhere In LA (Tony Romera Remix) [L3V3L]
- 2020 : Mercer - Lemonade (Tony Romera Remix) [Black Jack Records]
- 2020 : Chocolate Puma & Mike Cervello - You Are My Life (Tony Romera Remix) [Axtone Records]
- 2021 : DVRKO - Broken Famous (Tony Romera Remix) [L3V3L]
- 2021 : Apashe feat. Geoffroy - Distance (Tony Romera Remix) [Kannibalen Records]
- 2022 : Joey Valence & Brae - Underground Sound (Tony Romera Remix) [Sans Merci]
- 2022 : Julio Navas, Gustavo Bravetti & David Amo - Raw (Tony Romera Remix) [Toolroom]
- 2022 : Acraze feat. Cherish - Do It To It (Tony Romera Remix) [Thrive Music]
- 2023 : DJ Pone - Remède (Tony Romera Remix) [Naïve Records]
- 2023 : Joachim Pastor - Green Washer (Tony Romera Remix) [Armada Music]
- 2023 : Vladimir Cauchemar - Snow Is Falling (Tony Romera Remix) [Universal Music]
- 2024 : Torren Foot & Associanu - Sleep When I'm Dead (Tony Romera Remix) [Sweat It Out]
- 2025 : Tube & Berger, Juliet Sikora - Come On Now (Set It Off) (Tony Romera Remix) [Kittball]

### Collaborations
- 2022 : Ibrahim Maalouf & Flavia Coelho feat. Tony Romera - El Mundo

### Sous Bellecour

#### Singles et EP
- 2016 : Fonky Beat [Confession]
- 2017 : Le Coq [Confession]
- 2017 : Rasta Queen [Gold Digger Records]
- 2017 : Confluence EP Confession
- 2017 : Talk About [Heldeep Records]
- 2018 : Da Vinci (avec Aazar) [Première Classe]
- 2018 : Quinoa Vibration [Sans Merci]
- 2018 : Propellers EP [Confession]
- 2018 : Bird (avec Badjokes) [SPRS]
- 2019 : Right About [Confession]
- 2019 : Choukar EP [In / Rotation]
- 2019 : Set Me Free (avec Marshmello) [Joytime Collective]
- 2019 : Lasagne (avec Habstrakt) [Monstercat]
- 2019 : Bonaparte (avec Aazar) [STMPD RCRDS]
- 2019 : Tokyo Bill (avec Born Dirty) [Way Way Records]
- 2019 : Calibrator (avec Sqwad) [Confession]
- 2020 : Absurde [Sans Merci]
- 2020 : Chiant EP [Insomniac Records]
- 2020 : Amertune [Sans Merci]
- 2020 : Los Choukarios [Sans Merci]
- 2021 : TCL [Night Bass Records]
- 2021 : Hangover (avec The Shooters) [SPRS]
- 2021 : Next Generation [Night Bass Records]
- 2021 : Paparazzi [Insomniac Records]
- 2022 : Roue Libre [Sans Merci]
- 2023 : All Night (avec Honey & Badger) [hau5trap]
- 2023 : Merde [Confession]
- 2024 : Right Back [Cuff]

#### Remixes
- 2017 : Tchami feat. Luke James - World To Me (Bellecour Remix) [Confession]
- 2018 : Malaa - Bylana (Bellecour Remix) [Confession]
- 2019 : Bijou - Memories (Bellecour Remix) [Insomniac Records]
- 2020 : Wuki feat. Roxanna - NYC 2 LA (Bellecour Remix) [Confession]
- 2020 : DJ Snake, Tchami, Malaa & Mercer - Made in France (Bellecour 8.6 Remix) [Free Download]
- 2020 : Volac, Neon Steve, Rumpus feat. Rhiannon Roze - Feel The Beat (Bellecour Remix) [Insomniac Records]
- 2020 : Habstrakt - Show Me (Bellecour Remix) [Insomniac Records]
- 2020 : CID feat. Jaquell - Downstairs (Bellecour Remix) [Night Service Only]
- 2022 : Destructo - Bodyback (Bellecour Remix) [Night Bass Records]